# Championnat de Yougoslavie de football 1978-1979
Navigation
Saison précédente Saison suivante
La saison 1978-1979 du Championnat de Yougoslavie de football est la cinquantième édition du championnat de première division en Yougoslavie. Les dix-huit meilleurs clubs du pays prennent part à la compétition et sont regroupées en une poule unique où chaque formation affronte deux fois ses adversaires, à domicile et à l'extérieur. En fin de saison, les deux derniers du classement sont relégués et remplacés par les deux meilleures équipes de deuxième division.
C'est le club du Dinamo Zagreb qui remporte la compétition avec 2 points d'avance sur le Hajduk Split, 2 points gagnés sur tapis verts en raison d'un joueur adverse non qualifié aligné lors de la première journée. Drago Vabec est le héros du sacre des bleus.
Le tenant du titre, le FK Partizan Belgrade, rate complètement sa saison et termine à la 15e place du classement, à 21 points du Hajduk.

## Les clubs participants
| - Partizan Belgrade - Dinamo Zagreb - FK Étoile rouge de Belgrade - Hajduk Split - FK Vojvodina Novi Sad - NK Rijeka - FK Radnicki Nis - FK Borac Banja Luka - Buducnost Titograd | - FK Velez Mostar - FK Napredak Kruševac - Promu de D2 - OFK Belgrade - NK Zagreb - FK Sarajevo - NK Osijek - FK Sloboda Tuzla - FK Zeljeznicar Sarajevo - Promu de D2 - Olimpija Ljubljana |

## Compétition

### Classement
Le classement est effectué en utilisant le barème classique (victoire à 2 points, match nul un point, défaite zéro point).
| Rang | Équipe                      | Pts | J  | G  | N  | P  | Bp | Bc | Diff |
| ---- | --------------------------- | --- | -- | -- | -- | -- | -- | -- | ---- |
| 1    | Hajduk Split                | 50  | 34 | 20 | 10 | 4  | 62 | 28 | +34  |
| 2    | Dinamo Zagreb               | 50  | 34 | 21 | 8  | 5  | 67 | 38 | +29  |
| 3    | FK Étoile rouge de Belgrade | 41  | 34 | 16 | 9  | 9  | 51 | 33 | +18  |
| 4    | FK Sarajevo                 | 39  | 34 | 17 | 5  | 12 | 56 | 53 | +3   |
| 5    | FK Velež Mostar             | 38  | 34 | 15 | 8  | 11 | 50 | 41 | +9   |
| 6    | Buducnost Titograd          | 38  | 34 | 15 | 8  | 11 | 33 | 36 | -3   |
| 7    | FK Radnički Niš             | 35  | 34 | 11 | 13 | 10 | 38 | 34 | +4   |
| 8    | FK Sloboda Tuzla            | 32  | 34 | 11 | 10 | 13 | 34 | 34 | 0    |
| 9    | FK Željezničar Sarajevo (P) | 32  | 34 | 14 | 4  | 16 | 45 | 52 | -7   |
| 10   | NK Rijeka (C)               | 31  | 34 | 10 | 11 | 13 | 35 | 34 | +1   |
| 11   | FK Borac Banja Luka         | 31  | 34 | 11 | 9  | 14 | 45 | 56 | -11  |
| 12   | FK Vojvodina Novi Sad       | 29  | 34 | 11 | 7  | 16 | 35 | 38 | -3   |
| 13   | NK Osijek                   | 29  | 34 | 8  | 13 | 13 | 32 | 39 | -7   |
| 14   | FK Napredak Kruševac (P)    | 29  | 34 | 9  | 11 | 14 | 43 | 51 | -8   |
| 15   | FK Partizan Belgrade (T)    | 29  | 34 | 9  | 11 | 14 | 39 | 47 | -8   |
| 16   | Olimpija Ljubljana          | 29  | 34 | 11 | 7  | 16 | 34 | 53 | -19  |
| 17   | NK Zagreb                   | 28  | 34 | 8  | 12 | 14 | 32 | 39 | -7   |
| 18   | OFK Belgrade                | 22  | 34 | 5  | 12 | 17 | 30 | 55 | -25  |

|  | Qualification pour la Coupe d'Europe des clubs champions 1979-1980                                |
|  | Qualification pour la Coupe des Coupes 1979-1980                                                  |
|  | Qualification pour la Coupe UEFA 1979-1980                                                        |
|  | Relégation directe en deuxième division                                                           |
|  | (T) : Tenant du titre (C) : Vainqueur de la Coupe de Yougoslavie (P) : Promu de deuxième division |

## Bilan de la saison
| Championnat de Yougoslavie de football 1978-1979                        |                             |
| Champion                                                                | Hajduk Split (9e titre)     |
| Coupes et trophées                                                      |                             |
| Vainqueur de la Coupe de Yougoslavie 1978-1979                          | NK Rijeka                   |
| Qualifications continentales                                            |                             |
| Coupe d'Europe des clubs champions 1979-1980                            | Hajduk Split                |
| Coupe des Coupes 1979-1980                                              | NK Rijeka                   |
| Coupe UEFA 1979-1980                                                    | FK Étoile rouge de Belgrade |
| Coupe UEFA 1979-1980                                                    | Dinamo Zagreb               |
| Promotions et relégations                                               |                             |
| Promus en Prva Liga                                                     | FK Vardar Skopje            |
| Promus en Prva Liga                                                     | NK Celik Zenica             |
| Relégués en Championnat de Yougoslavie de football de deuxième division | NK Zagreb                   |
| Relégués en Championnat de Yougoslavie de football de deuxième division | OFK Belgrade                |